# Psittacanthus krausei
Psittacanthus krausei är en tvåhjärtbladig växtart som beskrevs av J. F. Macbride. Psittacanthus krausei ingår i släktet Psittacanthus och familjen Loranthaceae. Inga underarter finns listade i Catalogue of Life.